# Узловое (Львовская область)
Узлово́е (укр. Вузлове, до 1946 г. — Холоев) — село в Радеховской городской общине Шептицкого района Львовской области Украины.
Расположено в 10 км к юго-востоку от Радехова и в 2 км от железнодорожной станции Узловое.
Через село протекает речка Холоевка. Отсюда происходило прежнее название села.
Теперь возле Узлового сходятся автомобильные и железнодорожные пути, а когда-то проходил исторический Волынский шлях. Это и дало новое название селу.

## История

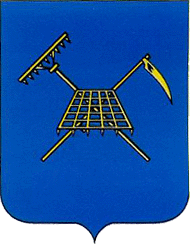
Герб села 1870 года

Окрестности Узлового были обжиты с древних времен. Так, на окраине Нестаничей найдены кремнёвые изделия эпохи позднего палеолита (более 13 тысяч лет до н. э.), а вблизи села в урочище Жодобы — кремнёвый наконечник для копья периода ранней бронзы (III— начало II тысячелетия до н. э.).
Первое письменное упоминание о Холоеве датируется 1462 г. (о Нестаничах — 1512). С середины XVII века и вплоть до Второй мировой Холоев считался местечком, в котором проживало в 1921 более 4 тысяч жителей. Тут была значительная еврейская община.
В 1724 г. общиной села во главе с церковным братством была построена деревянная трехъярусная Покрова пр. Богородицы. Покровительствовали, которой граф Феликс Мира, а позже — Станислав граф Бадени из Радехова. Здешнюю Покровскую церковь в 1932 г. расписал художник Юрий Магалевский в полтавском стиле. После очистки икон показалось изображение казаков и монахов в общей духовной процессии. Знатоки утверждали, что иконостас для церкви пожертвовал польский король Ян III Собеский перед своим походом на турок.
Церковь является памятником архитектуры национального значения. Интерьер храма теперь украшают фрески, выполненные известным галицким живописцем начала XX века Петром Холодным.
В период временной нацистской оккупации село было сожжено.
В 1946 г. Указом ПВС УССР село Холоев переименовано в Узловое.
С 1971 года началась реконструкция села. В советский период Узловое являлось экспериментально-показательным селом, здесь были сооружены большой дом культуры, школа, здание сельсовет, дом бытового обслуживания населения и, даже, фонтан.
В 1986 году за застройку села Узловое Радеховского района Львовской области коллектив авторов был удостоен ряда наград. Так, руководитель проекта В. С. Марченко был награждён большой золотой медалью ВДНХ СССР и Государственной премии УССР имени Т. Г. Шевченко, соавторы В. Б. Бартенев — дипломом с медалью Союза архитекторов СССР, а И. Е. Оксентюк — Государственной премией УССР имени Т. Г. Шевченко.
Сейчас здесь расположены спиртзавод, птицефабрика, есть природоведческо-экономический лицей от университета «Львовская политехника».
В селе развиваются народные промыслы, в частности, резьба по дереву.

## Знаменитые уроженцы
- В селе Холоев родился и провел детские годы выдающийся украинский художник, один из основателей Украинской студии пластического искусства, профессор, преподаватель живописи и рисунка Иван Кулец.